# Leporinus melanostictus
Leporinus melanostictus är en fiskart som beskrevs av Norman 1926. Leporinus melanostictus ingår i släktet Leporinus och familjen Anostomidae. Inga underarter finns listade i Catalogue of Life.